# Câu lạc bộ bóng đá Quảng Đông Nhật Chi Tuyền
Câu lạc bộ bóng đá Quảng Đông Nhật Chi Tuyền (Trung văn giản thể: 广东日之泉; Trung văn phồn thể:廣東日之泉, bính âm: Guǎngdōng Rìzhīquán) là một câu lạc bộ bóng đá có trụ sở tại Quảng Đông, Trung Quốc hiện đang chơi ở giải bóng đá hạng nhất Trung Quốc. Câu lạc bộ thuộc sở hữu của Văn phòng Thể thao Tập đoàn Nhật Chi Tuyền Quảng Đông và được thành lập vào ngày 05 tháng 2 năm 2007. Sân nhà của họ hiện nay là Trung tâm thể thao Hoàng Phố ở Quảng Châu và sân vận động Thế Kỷ Liên nằm ở Phật Sơn. Bất kể là cầu
thủ hay huấn luyện viên đều phải dùng tiếng Quảng Đông.

## Lịch sử
Tập đoàn Nhật Chi Tuyền người trước đây là chủ sở hữu của Quảng Châu Hằng Đại và câu lạc bộ bóng đá Sunray Cave của Hồng Kông thành lập câu lạc bộ bóng đá Quảng Đông Nhật Chi Tuyền vào ngày 05 tháng 2 năm 2007 thi đấu tại giải bóng đá hạng nhì Trung Quốc với một đội ngũ chủ yếu được xây dựng từ đội trẻ Quảng Đông. Trong mùa giải đầu tiên của câu lạc bộ, Tào Dương đã được bổ nhiệm làm huấn luyện viên trong khi đội bóng chơi trong sân vận động 8.000 chỗ ngồi ở quận Nam Hải, Phật Sơn, Quảng Đông. Đội bóng thi đấu với áo màu cam, quần short màu đen và vớ màu cam cho sân nhà và tất cả các bộ trang phục màu trắng cho sân khách vào mùa giải năm 2007. Giải đấu năm 2008, đội di chuyển vào sân vận động Thế Kỷ Liên 36.686 chỗ ngồi tại Phật Sơn, nơi họ lên ngôi vô địch và được lên giải bóng đá hạng nhất Trung Quốc.
Mùa giải đầu tiên của câu lạc bộ ở giải bóng đá hạng nhất Trung Quốc, đội bóng di chuyển vào Trung tâm thể thao Hoàng Phố ở quận Hoàng Phố, Quảng Châu và họ đã kết thúc chiến dịch trong một năm với vị trí thứ năm. Mùa giải tiếp theo đội bóng định di chuyển vào Sân vận động nhân dân tỉnh Quảng Đông với 15.000 chỗ ngồi, tuy nhiên đội đã đi qua đổi mới và nhóm nghiên cứu đã sử dụng sân vận động Đông Quản, Trung tâm thể thao Hoàng Phố và ơsân vận động Trường Đại học Công nghệ trước khi họ dọn vào với đội ngũ ổn định trong kết quả cải thiện đáng kể trong mùa giải 2011 với câu lạc bộ. Vào ngày 24 tháng 9 năm 2011 đội bóng đã thua Thẩm Dương Đông Tiến 3-2 và câu lạc bộ không thể cải thiện thành tích.. Sau khi thất bại trong nỗ lực xúc tiến của câu lạc bộ, Dragan Kokotović đã được đưa vào để cải thiện phong độ, tuy nhiên ông bị sa thỉ vào ngày 27 tháng 3 năm 2012 sau khi thất bại ở một số trận đấu . Ngày 29 tháng 7 năm 2012, José Ricardo Rambo đến làm huấn luyện viên trong khi Tào Dương trở thành chủ tịch đội bóng.. José Ricardo Rambo thời gian làm huấn luyện viên không thành công và Quảng Đông đã lôi kéo vào một cuộc chiến trụ hạng, chủ tịch Lâm Tần đưa Tào Dương một lần nữa vào ngày 30 tháng 8 năm 2012 là một huấn luyện viên và đưa José Ricardo Rambo làm trợ lý của ông cho phần còn lại của mùa giải 2012.

## Trang phục
| Sân nhà 2007 | Sân khách 2007 | Sân nhà 2011 | Sân khách 2011 | Sân nhà 2012 | Sân khách 2012 |

## Sân vận động
Đội đã chơi ở một số sân vận động trong suốt lịch sử của mình, sân nhà đầu tiên là sân vận động quận Nam Hải 8000 chỗ ngồi tại Phật Sơn, Quảng Đông, nơi thi đấu cho một mùa giải trước khi chuyển gần đến sân vận động Thế Kỷ Liên với 36.686 chỗ ngồi. Trong năm 2009, CLB chuyển sang sân vận động thứ ba trong ba năm, Trung tâm thể thao Hoàng Phố với 12.000 chố ngồi ở quận Hoàng Phố, Quảng Châu trước khi quyết định di chuyển sân vận động dân tỉnh Quảng Đông với 15.000 chố ngồi cho mùa giải 2010, tuy nhiên CLB cập nhật rằng chiến dịch và nhóm nghiên cứu đã sử dụng một số địa điểm khác gần đó ở Quảng Đông. Những địa điểm bao gồm sân vận động Đông Quản từ vòng 1-10, Trung tâm thể thao Hoàng Phố cho vòng 16, sân vận động Phiên Ngung Anh Đông cho vòng 19, Sân vận động Đại học Công nghệ cho vòng 21 trong khi Sân vận động Nhân dân tỉnh Quảng Đôngđã được sử dụng cho vòng 11-14 và 23 trước khi đội bóng được di chuyển ở mặt đất mà từ đầu năm 2011 cho chiến dịch liên minh. Trong khi đội đã chủ yếu vẫn thi đấu ở sân vận động nhân dân tỉnh Quảng Đông do Tổng giám đốc của câu lạc bộ quyết định rằng trận chung kết 5 trận trên sân nhà vào năm 2013 nên được thi đấu tại sân vận động Thế Kỷ Liên.

## Danh hiệu
- Vô địch phía Nam: 2008

Á quân: 2008

## Vị trí
| Mùa giải        | 2007 | 2008 | 2009 | 2010 | 2011 | 2012 | 2013 | 2014 |
| --------------- | ---- | ---- | ---- | ---- | ---- | ---- | ---- | ---- |
| Vị trí giải đấu | 3    | 3    | 2    | 2    | 2    | 2    | 2    | 2    |
| Vị trí thứ hạng | 71   | 2    | 5    | 11   | 3    | 10   | 3    |      |

*^1  ở nhánh Nam
1. ↑  广东日之泉足球俱乐部 Lưu trữ ngày 20 tháng 10 năm 2012 tại Wayback Machine at dayoo.com 2012-03-27 Retrieved 2012-10-28
2. ↑  China Third Level 2007 at rsssf.com 18 Apr 2008 Retrieved 2013-10-25
3. ↑  China Third Level 2008 Lưu trữ ngày 21 tháng 8 năm 2018 tại Wayback Machine at rsssf.com 2 Jan 2009 Retrieved 2012-10-28
4. ↑  China Second Level 2009 at rsssf.com 23 Apr 2010 Retrieved 2013-11-02
5. ↑  中甲-遭闪电三连击 日之泉2-3不敌东进冲超受阻 at sports.sohu.com 2011-09-24 Retrieved 2013-11-02
6. ↑  日之泉确定更换主帅 前申花助教5日正式入主球队 Lưu trữ ngày 6 tháng 5 năm 2012 tại Wayback Machine at sports.163.com 2012-01-01 Retrieved 2013-11-02
7. ↑  日之泉再次做出教练调整 香港晨曦主帅即将上任 at sports.sohu.com 2012-07-29 Retrieved 2013-11-02
8. ↑  日之泉扶正曹阳取代洋帅 单场赢球奖80万意在保级 at sports.sina.com.cn 2012-08-30 Retrieved 2013-11-02
9. ↑  "广东冲甲启示录:是昙花一现 还是重造辉煌的开始". news.xinhuanet.com. ngày 24 tháng 12 năm 2008. Truy cập ngày 21 tháng 1 năm 2014. (tiếng Trung)
10. ↑  "图文-[中甲]湖南湘涛vs广东日之泉 阿瓦尔庆祝进球". sports.sina.com.cn. ngày 23 tháng 4 năm 2011. Truy cập ngày 21 tháng 1 năm 2014. (tiếng Trung)
11. ↑  "中甲-史亮染黄中柱里卡多失良机 日之泉0-0毅腾". sports.sohu.com. ngày 14 tháng 4 năm 2012. Truy cập ngày 21 tháng 1 năm 2014. (tiếng Trung)
12. ↑  "中甲-雷纳尔多补射一球制胜 日之泉主场1-0松江". sports.sohu.com. ngày 17 tháng 3 năm 2012. Truy cập ngày 21 tháng 1 năm 2014. (tiếng Trung)
13. ↑  China League 2010 at rsssf.com 21 Jun 2012 Retrieved 2013-10-25
14. ↑  日之泉主场转至佛山希望在冲甲福地冲超 Lưu trữ ngày 15 tháng 8 năm 2013 tại Wayback Machine at gzdaily.dayoo.com 2013-08-15 Retrieved 2013-10-25